# Dóc
Dóc es un pueblo húngaro perteneciente al distrito de Szeged en el condado de Csongrád, con una población en 2012 de 765 habitantes.
La localidad era una antigua finca en cuyo término se construyó una iglesia en 1792. Desde 1803, la finca pasó a pertenecer a la familia Pallavicino. La finca se desarrolló gracias al cultivo del tabaco y en 1952 adquirió el estatus de pueblo. Casi todos los habitantes del pueblo son étnicamente magiares.
Se ubica unos 15 km al norte de la capital condal y distrital Szeged.